# Elke Koska

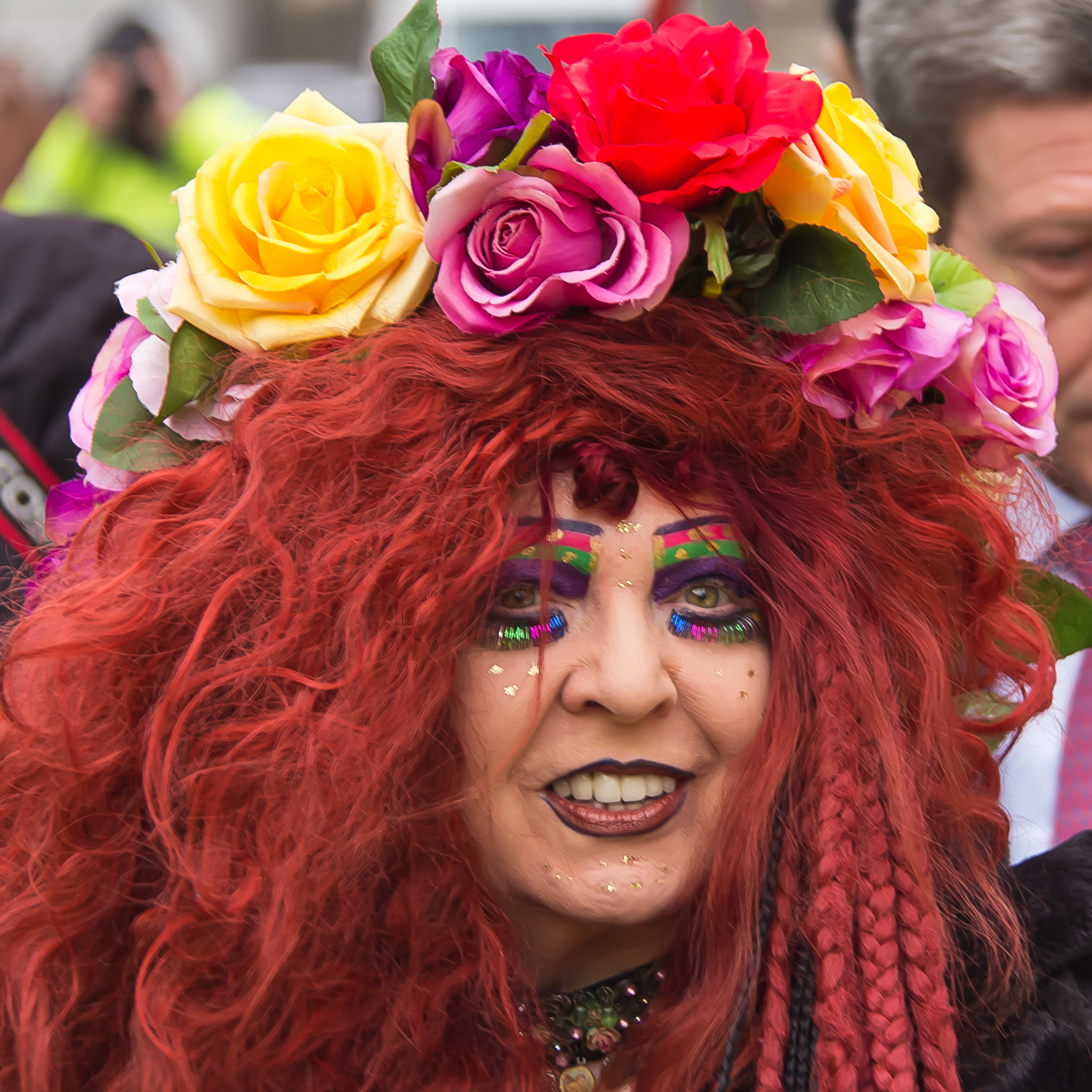
Elke Koska (2013)

Elke Koska (* 1947 oder 1953 (?)) ist eine deutsche Schauspielerin und Kunstmanagerin. 1969 lernte Koska den späteren deutschen Aktionskünstler HA Schult kennen, wurde seine Muse und Managerin und beteiligte sich an vielen seiner Performanceaktionen.

## Leben

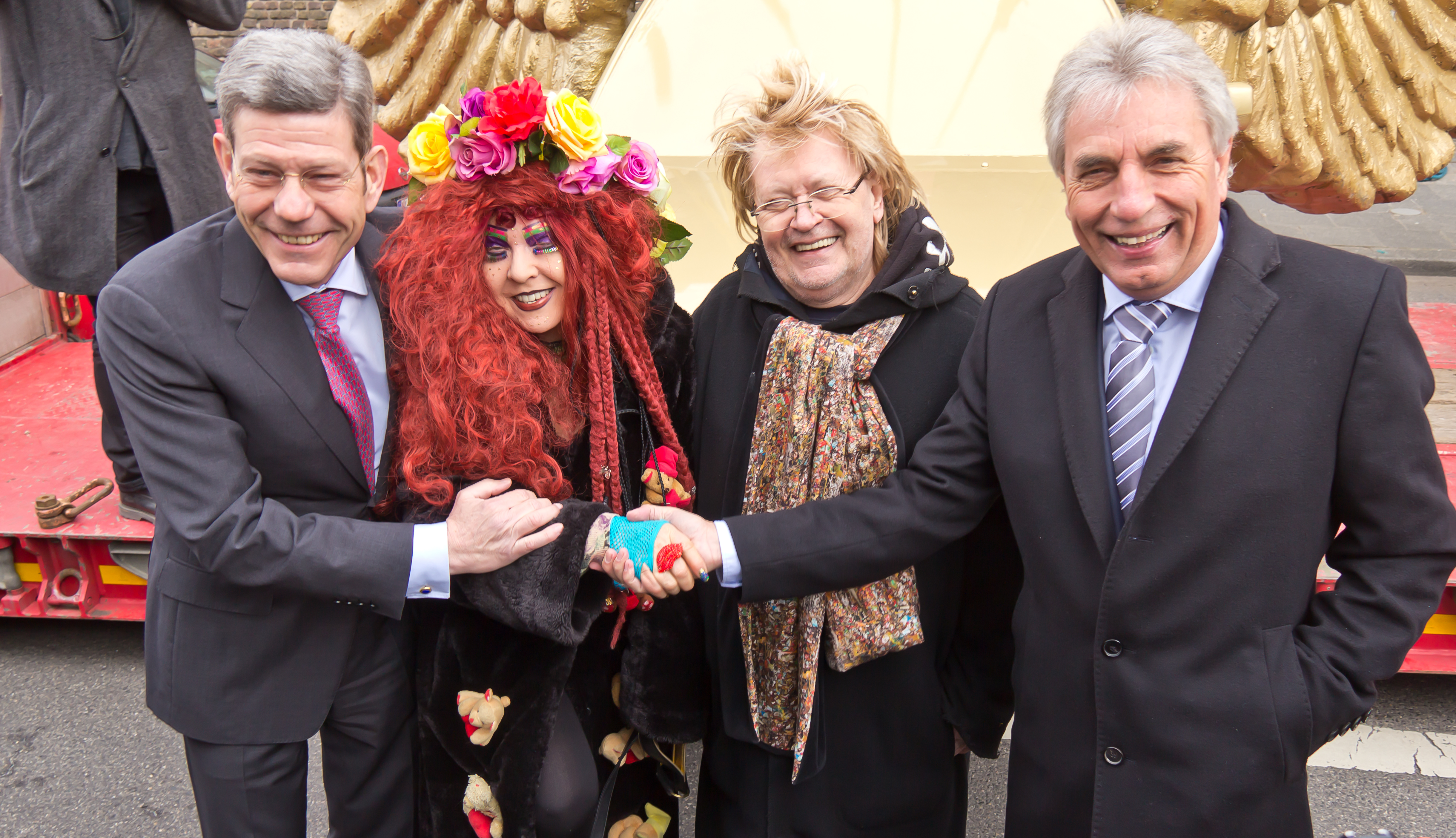
Elke Koska mit HA Schult, Jürgen Roters und Bernhard Mattes bei der Rückkehr des Flügelautos auf das Dach des Kölnischen Stadtmuseums (2013)

Nach dem Besuch einer Nonnenschule begann Koska zunächst eine Ausbildung an der Schauspielschule in München. Hier spielte sie unter anderem mit Rainer Werner Fassbinder und Hanna Schygulla im Antiteater. Sie übernahm Rollen in Theaterstücken von Fassbinder, Fernsehfilmen und TV-Serien. 1968 spielte sie an der Seite von Donna Summer in der deutschen Version des Musicals Hair die Rolle der Jeanie und erreichte mit dieser Produktion Platz 4 der Hitparade. 1969 lernte Koska den Künstler Hans-Jürgen Schult kennen, den sie wenig später heiratete.
Sie beendete ihre Schauspielerkarriere und widmete sich den künstlerischen Aktionen und der Organisation der Performanceauftritten ihres Ehemanns und der Inszenierung der Marke HA Schult. Er bezeichnete Koska als seine Muse, und sie wurde selbst fester Bestandteil seiner Kunstaktionen. Sie inszeniert sich mit schriller Kleidung, auffälliger roter Haarfarbe und exzentrischem Make-up über Jahrzehnte selbst als Aktionskünstlerin und konzipiert auch eigene Ausstellungen. International bekannt wurde sie 1996 mit dem HA-Schult-Projekt Trash People, das sich weltweit provozierend mit dem wachsenden Wohlstandsmüll auseinandersetzt. Sie begleitete, managte und ermöglichte die Kunstaktionen HA Schults weltweit.
Nach der Scheidung von HA Schult nach 25 Ehejahren arbeitet sie weiterhin als seine Managerin.
Mediale Aufmerksamkeit erreichte Elke Koska durch ihren außergewöhnlichen Kölner Wohnort in der rechtsrheinischen Rampe der Deutzer Brücke. Aus den fensterlosen Räumen, die sie 15 Jahre bewohnte, musste sie 2010 wegen Renovierungsarbeiten an der Brücke ausziehen. Koska besitzt eine umfangreiche Sammlung von mehreren Tausend außergewöhnlichen Teekannen, Tassen und anderen Alltagsgegenständen. Nach weiteren Stationen in Köln lebt sie seit 2016 in Hürth und heiratete nach der Scheidung von Schult zwei weitere Male. 

## Zitat
„Ich betrachte Schult als Lebensaufgabe.“ (Elke Koska: Die Welt, 30. April 2006)

## Regiearbeiten
- Biokinetische Landschaft, 1970[12]
- Touristensituation, 1970[12]
- Gastarbeitersituation 1970[12]
- Die Stadtstraße, 1971 (zusammen mit HA Schult)[12]

## Filmografie
- Apropos Film, 1970
- Elke, 1970
- Lenz, 1971
- Antarktis, 1971
- Der Lift, 1972
- Brandstiftung und Mietwucher aus der Reihe: Das Fernsehgericht tagt, 1972
- Germany, 1976

## Gastauftritte
- WWF Club, 1980
- alfredissimo!, 1995
- Das perfekte Promi-Dinner, 2008
- Maria Heiderscheidt im Gespräch mit Elke Koska, SFB, 1994